# Conan O'Brien Must Go
Conan O'Brien Must Go è un programma televisivo statunitense di viaggi, condotto da Conan O'Brien, andato in onda sul servizio di streaming Max a partire dal 18 aprile 2024. La serie è uno spin-off del suo podcast Conan O'Brien Needs a Friend e degli speciali dedicati al turismo Conan Without Borders originariamente parte del suo talk show Conan. La serie vede O'Brien incontrarsi di persona con vari fan con i quali aveva precedentemente interagito in video chiamata nel suo podcast. Nella prima stagione, O'Brien si è recato in Norvegia, Argentina, Thailandia ed Irlanda. Lo show ha ricevuto ottime recensioni e ha vinto un premio Emmy.
Nel maggio 2024, la serie è stata rinnovata per una seconda stagione, la cui messa in onda è prevista per maggio 2025. Nel marzo 2025, prima della messa in onda della seconda stagione, la serie è stata rinnovata per una terza stagione.

## Produzione e distribuzione
Nel novembre 2020 fu annunciato che O'Brien avrebbe condotto un programma settimanale per l'allora HBO Max. O'Brien disse nel corso di un'intervista del 2024 che questo annuncio era frutto di un malinteso e che non aveva mai avuto intenzione di produrre un programma settimanale o uno spettacolo di varietà. Conan O'Brien Must Go venne annunciato nel maggio 2023. Le riprese dello show cominciarono in Norvegia a marzo e poi si spostarono in Thailandia in aprile prima che la produzione si fermasse a causa dello sciopero degli sceneggiatori che durò da maggio a settembre 2023. Il programma debuttò il 18 aprile 2024 sulla piattaforma di streaming Max negli Stati Uniti. La fase iniziale di ogni puntata incluse un'introduzione parlata da parte del regista tedesco Werner Herzog.
Lo show era prodotto da Jason Chillemi, Sarah Federowicz, Aaron Bleyaert e Jordan Schlansky. Scritto e prodotto da Conan O'Brien, Matt O'Brien, Jessie Gaskell e Mike Sweeney per la casa di produzione Conaco.
Il 15 maggio 2024 la serie è stata rinnovata per una seconda e terza stagione.

## Episodi

### Prima stagione
| #  | Data           | Titolo    | Regista      | Autori                                                     |
| -- | -------------- | --------- | ------------ | ---------------------------------------------------------- |
| 1° | 18 aprile 2024 | Norway    | Mike Sweeney | Jessie Gaskell, Conan O'Brien, Matt O'Brien e Mike Sweeney |
| 2° | 18 aprile 2024 | Argentina | Mike Sweeney | Jessie Gaskell, Conan O'Brien, Matt O'Brien e Mike Sweeney |
| 3° | 18 aprile 2024 | Thailand  | Mike Sweeney | Jessie Gaskell, Conan O'Brien, Matt O'Brien e Mike Sweeney |
| 4° | 18 aprile 2024 | Ireland   | Mike Sweeney | Jessie Gaskell, Conan O'Brien, Matt O'Brien e Mike Sweeney |